# Laho (Burkina Faso)
Pour les articles homonymes, voir Laho.
Laho est une commune rurale située dans le département de Houndé de la province de Tuy dans la région des Hauts-Bassins au Burkina Faso.

## Géographie
Laho se trouve à 7,5 km au sud-ouest de Bouahoun.

## Santé et éducation
Le centre de soins le plus proche de Laho est le centre de santé et de promotion sociale (CSPS) de Bouahoun.